# Krnica, Štefan na Zilji
Krnica (nemško Karnitzen) je naselje občine Štefan na Zilji v okraju Šmohor na Koroškem v Avstriji.